# Omvända underjordiska järnvägen

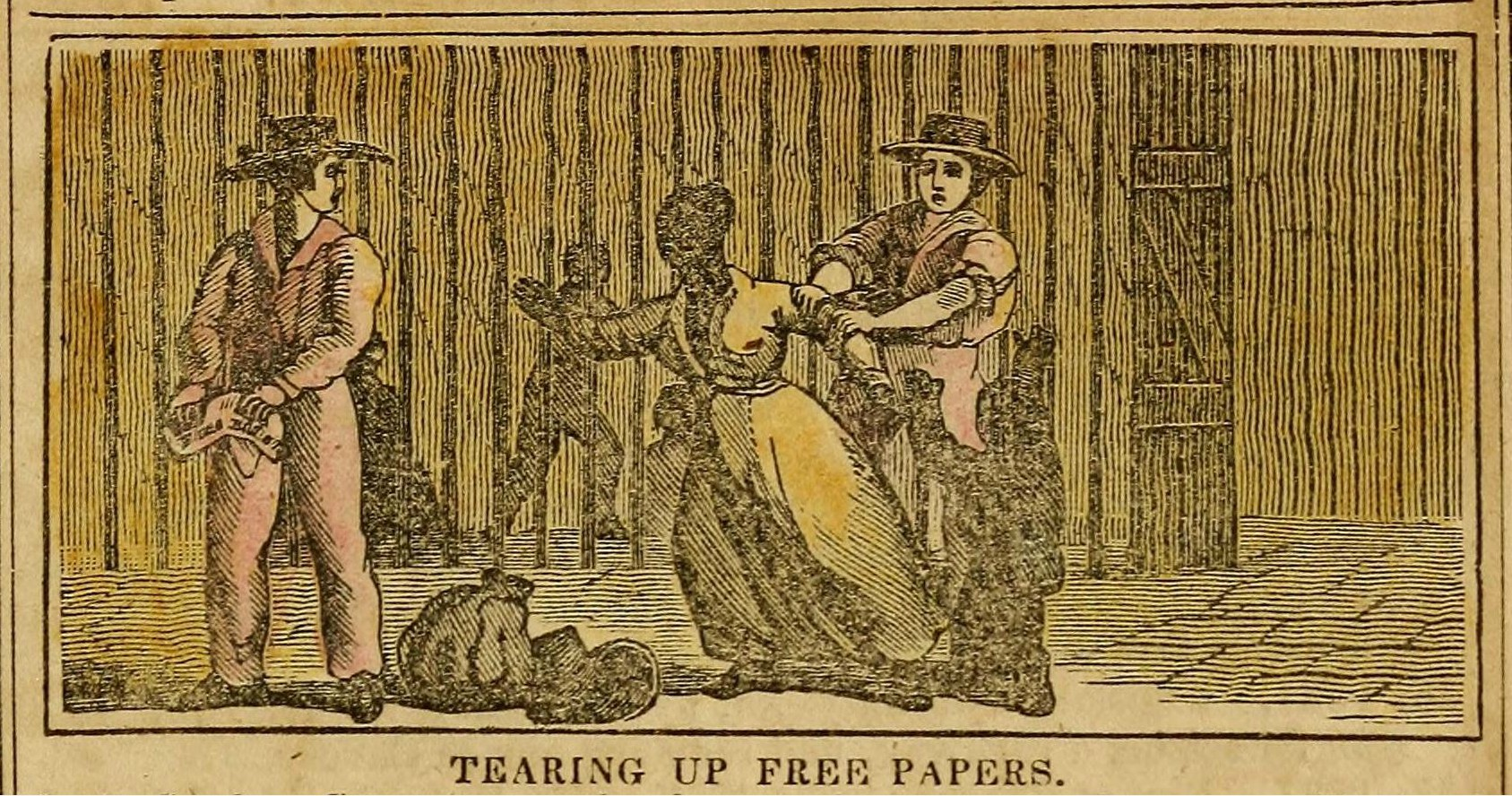
Tearing Up Free Papers

Den omvända underjordiska järnvägen syftar på ett fenomen där fria färgade personer kidnappades från Nordstaterna i USA och fördes till Sydstaterna, där de såldes som slavar. 
Termen "omvända underjordiska järnvägen" syftar på att det som utfördes var det omvända från den underjordiska järnvägen, där slavar istället fick hjälp att fly från slaveriet till Nordstaterna.  

## Historik
Denna typ av kidnappningar finns dokumenterade så tidigt som 1780, men det var efter att Act Prohibiting Importation of Slaves förbjudit import av slavar från Afrika som förutsättningar skapades för denna verksamhet i stor skala. 
Färgade personer av olika slag utsattes för kidnappning. Det gällde personer som var födda fria, liksom personer som var födda som slavar men hade blivit lagligt frigivna. Sådana personer blev ofta antingen kidnappade med våld, eller lurade genom falska förespeglingar, som till exempel jobberbjudanden. Att kidnappa dessa personer var ett brott, och kidnapparna brukade som regel förstöra offrens identifikationspapper för att dölja att de var lagligen fria. 
Kidnappning av före detta slavar som hade rymt befann sig i en laglig gråzon: dessa kunde efterlysas mot belöning som rymlingar och det var inte alltid olagligt att tillfångata dem. Ibland blev dock dessa personer inte förda tillbaka till sina lagliga ägare, utan såldes på slavmarknaden. Dessa personer kunde ofta tillfångatas lagligt av slavjägare. 
Efter kidnappningen fördes offren ofta till Sydstaterna via den så kallade kustmässiga slavhandeln. Det finns flera berömda fall av dessa kidnappningar, ibland av personer som lyckades ta sig tillbaka till Nordstaterna. Ett exempel var Solomon Northup.